# Otto Hunte
Otto Joachim Gottlieb Hunte (* 9. Januar 1881 in Hamburg; † 28. Dezember 1960 in Potsdam) war ein deutscher Filmarchitekt.

## Leben
Er studierte in Hamburg Architektur und Malerei und war bis 1918 als Maler tätig. Ab 1919 war er bei der Produktionsgesellschaft von Joe May als Kostüm- und Bühnenbildner beschäftigt. Er entwarf die Kostüme für die Zweiteiler Die Spinnen (1919/20) und Das indische Grabmal (1921) und gestaltete gemeinsam mit Karl Vollbrecht, Martin Jacoby-Boy und Erich Kettelhut die Filmsets der Abenteuerfilmreihe Die Herrin der Welt (1919/20).
In den 1920er Jahren arbeitete er gemeinsam mit den Kollegen Erich Kettelhut, Karl Vollbrecht, Emil Hasler und Victor Trivas. Hunte zeichnet für die Bauten der meisten Filme Fritz Langs in Deutschland mitverantwortlich. Ausgehend vom expressionistischen Stil, insbesondere der Licht-Schatten-Gestaltung, fand er mehr und mehr zu dem filmischen Stoff adäquaten Raumgestaltungen. Seine wichtigste Arbeit waren die Bauten zu Metropolis (1926). Er war der Leiter des Teams. Mit Erich Kettelhut und Karl Vollbrecht schuf er Bilder, die heute noch die Architekturdiskussion beeinflussen.
Ebenso wie Karl Vollbrecht war Otto Hunte in der Zeit des Nationalsozialismus neben Unterhaltungsfilmen an der Herstellung von Veit Harlans Jud Süß (1940) beteiligt. Nach dem Krieg arbeitete er kurz bei der DEFA und zog sich 1947 von der Filmarbeit zurück.

## Filmografie (Auswahl)
- 1919/20: Die Herrin der Welt (8 Teile)
- 1919/20: Die Spinnen (2 Teile)
- 1920: Das wandernde Bild
- 1921: Der Leidensweg der Inge Krafft
- 1921: Junge Mama
- 1921: Das indische Grabmal (2 Teile)
- 1922: Dr. Mabuse, der Spieler (2 Teile)
- 1922/24: Die Nibelungen (2 Teile)
- 1926: Metropolis
- 1927: Die Liebe der Jeanne Ney
- 1928: Spione
- 1929: Frau im Mond
- 1930: Der blaue Engel
- 1930: Die Drei von der Tankstelle
- 1931: Die Privatsekretärin
- 1931: … und das ist die Hauptsache!?
- 1931: Um eine Nasenlänge
- 1932: Unter falscher Flagge
- 1932: Der Orlow
- 1932: Ich bei Tag und Du bei Nacht
- 1932: Eine Tür geht auf
- 1934: Gold
- 1934: Die englische Heirat
- 1934: Liebe, Tod und Teufel
- 1935: Der grüne Domino
- 1936: Donogoo Tonka
- 1936: Stadt Anatol
- 1937: Der Mann, der Sherlock Holmes war
- 1937: Streit um den Knaben Jo
- 1937: Die Kronzeugin
- 1937: Sieben Ohrfeigen
- 1938: Am seidenen Faden
- 1939: Mann für Mann
- 1939: Das Lied der Wüste
- 1940: Jud Süß
- 1941: … reitet für Deutschland
- 1942: Anschlag auf Baku
- 1943: Altes Herz wird wieder jung
- 1943: Herr Sanders lebt gefährlich
- 1944: Der Mann, dem man den Namen stahl
- 1945: Der Scheiterhaufen
- 1946: Die Mörder sind unter uns
- 1947: Razzia